# Sechs Sonaten für Violine und Cembalo, BWV 1014–1019

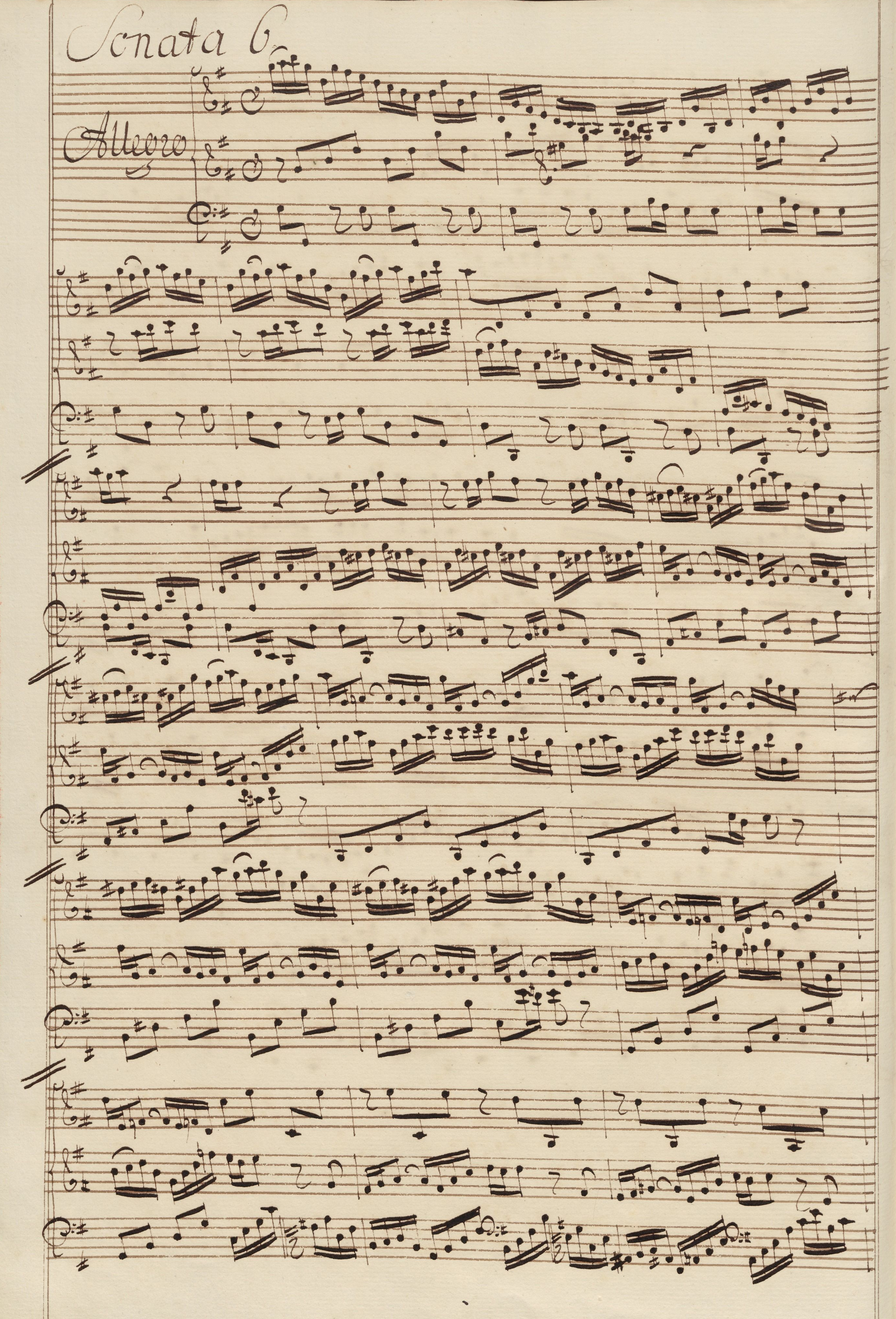
Manuskript des ersten Satzes von BWV 1019, dritte Version. Kopie von Johann Christoph Altnikol.

Die Sechs Sonaten für Violine und Cembalo, BWV 1014–1019 sind sechs Triosonaten für Violine und obligates Cembalo von Johann Sebastian Bach. Sie entstanden während Bachs Aufenthalt in Köthen, zwischen 1717 und 1723. Dies sind die ersten Violinsonaten der Musikgeschichte, in denen das Tasteninstrument aus der Rolle der bloßen Begleitung im Generalbass heraustritt und zum gleichberechtigten Partner der Violine wird.
Die ersten fünf Sonaten folgen dem Schema der viersätzigen Kirchensonate, mit einem langsamen einleitenden Satz, einem schnellen fugierten zweiten Satz, einem langsamen dritten Satz meist in der Paralleltonart und einem lebhaften Schlusssatz. Die letzte Sonate enthält in der Endfassung fünf Sätze.

## Aufbau

### Sonate I in h-Moll, BWV 1014
- Adagio
- Allegro
- Andante (D-Dur)
- Allegro

Schon im Eingangssatz der Sonate BWV 1014 wird der „bizarre, unlustige und melancholische“ Charakter der Tonart h-Moll, wie er von Bachs Zeitgenosse Johann Mattheson beschrieben wird, eindrucksvoll deutlich: Das Cembalo eröffnet mit einem vollgriffigen Vorspiel aus Seufzerfiguren in Terzen und Sexten über einer Dreiklangsfigur im Bass. Die Violine setzt darüber in Sopranlage mit lang ausgehaltenen Tönen und kurzen angehängten Gesten ein, bevor sie die Terz- und Sextparallelen in Doppelgriffen übernimmt. Der Dialog zwischen Cembalo und Geige entfaltet sich über dem ständig wiederkehrenden Bassmotiv mit fantastischer Freiheit.
Die folgende Fuge im zweiten Satz entspricht formal einer Da-Capo-Arie: Der Anfangsteil wird am Schluss wiederholt. Sehr kantabel wirkt das Andante des dritten Satzes in D-Dur, ein von „sprechenden“ Pausen durchsetzter Gesang in Terzen und Sexten. Der zweiteilige vierte Satz bezieht seine motorische Energie aus der Tonrepetition des Themas, das vom Cembalo gleich mit den Dreiklangsbrechungen des Kontrasubjekts umspielt wird. Im zweiten Teil des Finales wandern Dreiklänge und Tonrepetitionen in die linke Hand, was dem Satz einen fast schon cholerischen „Drive“ verleiht.

### Sonate II in A-Dur, BWV 1015
- ohne Tempobezeichnung
- Allegro assai
- Andante un poco (fis-Moll)
- Presto

Im Gegensatz zum „unlustigen“ Charakter der ersten Sonate für Violine und Cembalo gibt sich die A-Dur-Sonate von Beginn weg heiter und offen. Auf einen lieblichen Eröffnungssatz im pastoralen Duktus folgt ein Allegro im Tonfall eines italienischen Concerto. Sein Thema, das frei fugiert verarbeitet wird, könnte aus einem Konzert von Antonio Vivaldi stammen. Im dritten Satz, einem Andante in fis-Moll, wendet Bach einen kontrapunktischen Kunstgriff an: Über einem unausgesetzt voranschreitenden Sechzehntelbass im Staccato folgen die beiden Oberstimmen einander in einem Kanon all’unisono, d. h. im Einklang. Konzertanten Charakter trägt schließlich auch das zweiteilige Finale, eine Presto-Fuge, die sich gegen Schluss hin zur Engführung des Themas verdichtet, ohne jemals angestrengt oder ernst zu wirken.

### Sonate III in E-Dur, BWV 1016
- Adagio
- Allegro
- Adagio ma non tanto (cis-Moll)
- Allegro

Der Kopfsatz der E-Dur-Sonate verbindet eine vollgriffige Cembalobegleitung in parallelen Terzen und Sexten mit der reich verzierten Solo-Violinstimme, im Stile eines Adagios von Arcangelo Corelli. In freier „Deklamation“ trägt die Violine ein Arioso vor, wie es auch aus Bachkantaten bekannt ist – freilich stärker verziert und von größerem melodischem Umfang, als es bei einer Gesangsstimme möglich wäre. Der Effekt ist von erhabener Größe, die würdige Einleitung einer Sonate, die die prächtigste des Sechserzyklus darstellt und von Bachs geigerischen Fähigkeiten beredtes Zeugnis ablegt. Der zweite Satz ist eine dreistimmige Fuge mit einem für Bach ungewöhnlich galanten Thema, das auch von Georg Philipp Telemann stammen könnte und am Ende gar in Engführung erscheint.
Der dritte Satz, eine lyrische Passacaglia, besteht aus drei Bausteinen: einem Basso ostinato mit absteigendem Moll-Tetrachord, Achtelakkorden in der rechten Hand des Cembalos und einer Melodie in Sechzehnteln, die zwischen Violine und Cembalo abwechseln und in immer neuen dialogischen Varianten einen innigen Zwiegesang entstehen lassen. Der Halbschluss am Ende dieses Satzes führt zum Finale, das mit einem virtuosen Sechzehntelthema in Violine und Cembalo beginnt. Takt 35 überrascht mit einem neuen Thema in Triolen, das schließlich subtil mit dem ersten Thema überlagert wird, bis dieses seine glänzende Reprise feiert.

### Sonate IV in c-Moll, BWV 1017
- Siciliano: Largo
- Allegro
- Adagio (Es-Dur)
- Allegro

Die c-Moll-Sonate beginnt mit einem zweiteiligen, italienisch inspirierten Siciliano im 6/8-Takt, in dem die Arie „Erbarme dich“ aus Bachs Matthäuspassion gewissermaßen vorweggenommen wird. Das Thema der folgenden dreistimmigen Fuge im zweiten Satz zeichnet sich durch ungewöhnliche Länge, eine Modulation nach Es-Dur, spannungsvolle Intervalle und rhythmischen Reichtum aus. Der dritte Satz, ein Adagio in Es-Dur, sorgt für entspannende Wirkung. Über ruhigen Triolen des Cembalos schwingt sich die Violine in viertaktigen, durch Pausen abgetrennten Phrasen immer wieder aus der tiefen in die mittlere Lage auf. Das abschließende, zweiteilige Allegro nimmt den italienischen Charakter des Kopfsatzes wieder auf. Es orientiert sich in seiner Thematik an den Violinsonaten Tomaso Albinonis, die Bach besonders schätzte.

### Sonate V in f-Moll, BWV 1018
- ohne Tempobezeichnung
- Allegro
- Adagio (c-Moll)
- Vivace

Die f-Moll-Sonate ist eine tiefgründige Klangrede im Sinne von Bachs Zeitgenossen Mattheson. Der erste Satz, ein barockes Lamento, ist unter diesem Titel bei Bachs Schüler Kirnberger überliefert. Dieses Lamento ist in Form und Duktus einer Arie angelegt: Nach einem langen, dreistimmigen Vorspiel im Cembalo setzt die Violine mit lang ausgehaltenen Tönen und einer mit Legato-Bögen versehenen Melodie ein, wie der Sopran in einer Bachkantate. Gegen Ende dieses Satzes wird eine Stelle aus der einleitenden Arie „Ich will den Kreuzstab gerne tragen“ aus Bachs gleichnamiger Kantate BWV 56 zitiert, bzw. vorweggenommen.
Das folgende Allegro ist eine dreistimmige Fuge, in der die „schwarze, hülflose Melancholie“ (Mattheson) des Kopfsatzes noch weiter fortgesponnen wird. Im dritten Satz spielt die Violine eine Folge expressiver Mollakkorde in Doppelgriffen, die vom Cembalo in freien Folgen von Zweiunddreißigstelnoten ausgeschmückt werden. Das abschließende Vivace ist wiederum ein Fugato, allerdings mit einem so bohrenden chromatischen Thema in Synkopen, dass sich weder harmonisch noch rhythmisch ein Ruhepunkt einstellen will. Die Sonate scheint in eben jener Verzweiflung zu schließen, in der sie begonnen hat.

### Sonate VI in G-Dur, BWV 1019
- Allegro
- Largo
- Allegro (Cembalo-Solo, e-Moll)
- Adagio (h-Moll)
- Allegro

Die G-Dur-Sonate, die den Zyklus abschließt, nimmt eine Ausnahmestellung ein. Bach hat sie zweimal umgeschrieben. Die erste Fassung enthielt sechs Sätze, wobei der letzte Satz eine Wiederholung des Eingangssatzes darstellte. Zwei Sätze aus dieser Version, ein Cembalo-Solo und ein Violin-Solo mit Generalbass in e-Moll, übernahm Bach in seine Clavierübung als Courante bzw. Gavotte der 6. Partita. In der zweiten fünfsätzigen Fassung fehlten diese zwei Sätze, stattdessen fügte Bach eine Arie aus der Kantate BWV 120 als Cantabile ma un poco Adagio ein. In der dritten, endgültigen Fassung wurde dieses Cantabile durch ein neues Cembalo-Solo in e-Moll ersetzt, und auch das Adagio des vierten Satzes wurde neu komponiert. Das Thema des Finalsatzes ist aus der Hochzeitskantate „Weichet nur, betrübte Schatten“ bekannt, es erklingt dort zu der Arie „Phöbus eilt mit schnellen Pferden durch die neugeborne Welt“. Allem Anschein nach gönnte sich hier der Komponist nach der Mühsal so vieler ernster Fugen in Moll einen Scherz, ähnlich dem Quodlibet am Ende der Goldberg-Variationen.

## Rezeptionsgeschichte
Die sechs Sonaten für Violine und Cembalo sind in mehreren Abschriften von Bachs Schülern überliefert, unter anderem von Kirnberger, Altnikol und Agricola. Kirnberger wurde später Musiklehrer von Prinzessin Anna Amalia, der Schwester Friedrichs des Großen. Die Amalienbibliothek, heute Teil der Staatsbibliothek zu Berlin, enthält zahlreiche Manuskripte von Bachs Werken, darunter auch eine handschriftliche Kopie der Sonaten für Violine und Cembalo. Carl Philipp Emanuel Bach schrieb 1774 über die Violinsonaten seines Vaters: „Es sind einige Adagii darin, die man heut zu Tage nicht sangbarer setzen kann.“
Der erste Bach-Biograph, Johann Nikolaus Forkel, beschrieb 1802 die „Sechs Sonaten fürs Clavier mit Begleitung einer obligaten Violine“ als „äußerst sangbar und charaktervoll. Die Violinstimme erfordert einen Meister. Bach kannte die Möglichkeiten dieses Instruments und schonte es eben so wenig, als er sein Clavier schonte.“ Um dieselbe Zeit erschien die erste Druckausgabe der Sonaten in Zürich, herausgegeben von Hans Georg Nägeli. Der polnische Violinist Karol Lipiński, ein Paganini-Schüler, erstellte 1841 in Zusammenarbeit mit dem Pianisten Carl Czerny eine Neuausgabe der Sonaten bei C. F. Peters. Eine Neuausgabe der drei ersten Sonaten entstand 1864 unter der Aufsicht des Violinisten Ferdinand David.
Auch außerhalb des deutschsprachigen Raums erlangten Bachs Kammermusikwerke im Laufe der Bach-Renaissance im 19. Jahrhundert Bekanntheit. In England führte der Organist Samuel Wesley mit dem deutschen Geiger Johann Peter Salomon Bachs Violinsonaten auf. Claude Debussy veröffentlichte BWV 1014–1019 im Verlag von A. Durand in Paris.